# Kitty's Knight
Kitty's Knight è un cortometraggio muto del 1913 diretto da Wallace Beery e prodotto dalla Essanay Film Manufacturing Company. Distribuito dalla General Film Company, uscì in sala il 3 dicembre 1913. È l'esordio nella regia di Beery, che nella sua carriera diresse una trentina di film.

## Produzione
Il film fu prodotto dalla Essanay Film Manufacturing Company.

## Distribuzione
Distribuito dalla General Film Company, il film - un cortometraggio di una bobina - uscì in sala il 3 dicembre 1913.